# Blachownia
Blachownia (udtale:[blaˈxɔvɲa])  er en by i den nordlige  del af  voivodskabet Schlesien i  det sydlige Polen. Byen   har 9.334(2021) indbyggere og et areal på 36,66  km², og er administrationsby i powiatet Częstochowa.

## Historie
Historien om Blachownia går tilbage til 1356, hvor kong Kasimir 3. gav tilladelse til at etablere to landsbyer i området under jurisdiktionen af en Starosta fra det nærliggende Olsztyn. Dette resulterede i en tilstrømning af bosættere, og dette område i det vestlige Lillepolen, der ligger nær grænsen til det tjekkisk regerede Schlesien, opstod som et industricenter med flere smedjer og jernværker. I det 16. århundrede havde bosættelsen Łojki omkring 36 smedjer, drevet af vandmøller. Endvidere blev jernmalm udgravet her, og i et af de stadig eksisterende dokumenter fra 1531 tillod kong Sigismund 2. August en mand ved navn Błażej Łojek at drive en smedje. I 1606 lå inden for grænserne af nutidens Blachownia en bebyggelse kaldet Trzepizury, som bestod af tre huse og en kro. 
I 1610 byggede Mikołaj Wolski, starosta i Krzepice to tidlige højovne, og købte også en smedje med to hamre, drevet af vand. I 1630 fremstillede lokale metalværker ca. 800 vogne af jern årligt sammen med landbrugsredskaber, plademetal og kanonkugler. I 1631 blev metalværkerne besøgt af kong Vladislav 4. Vasa. I anden halvdel af det 17. århundrede stoppede industriproduktionen i Blachownia sammen med hele Lillepolen efter den svenske invasion af Polen.